# Nautilus (superkomputer)
Nautilus – superkomputer, klaster stworzony przez firmę IBM, zainstalowany w Interdyscyplinarnym Centrum Modelowania Matematycznego i Komputerowego (ICM), na Uniwersytecie Warszawskim. Jego wydajność według listy TOP500 wynosi 18,5 TFLOPS.
W listopadzie 2008 roku komputer Nautilus znalazł się na pierwszym miejscu listy Green500, najbardziej energooszczędnych superkomputerów na świecie.

## Charakterystyka
Nautilus jest prototypem komputera hybrydowego. Jest oparty na serwerach Blade QS22 i procesorach IBM PowerXCell 8i, zarządzanych przez system GNU/Linux,  Osiąga rekordową wydajność na jednostkę zużywanej energii elektrycznej – ponad 536 megaflopów na 1 wat. W listopadzie 2008 roku Nautilus został umieszczony na 221. miejscu TOP500 – światowej listy najbardziej wydajnych superkomputerów. To czwarty polski superkomputer na tej liście.

## Specyfikacja
1. 112 IBM BladeCenter QS22, z których każdy posiada:
  - dwa procesory PowerXCell8i osiągające teoretycznie maksymalną wydajność ponad 200 GFLOPS (podwójna precyzja)
  - 8GB RAM
  - 2-portowy adapter DDR InfiniBand
2. Voltaire Grid Director ISR 2012 Multi-Service Switch:
  - 120 portów
  - w pełni nie blokującą komunikację

## Wykorzystanie
Jednym z pierwszych założonych celów prototypu była praca z adapterem DDR InfiniBand na systemie QS22 Blade, a także dostosowanie procesorów PowerXCell8i do pracy z prędkością 4,0 GHz, która powoduje dalsze zwiększenie teoretycznej szczytowej wydajności klastra do 24 TFLOPS. Zaplanowane przyszłe działania będą związane z heterogenicznymi systemami z zastosowaniem procesorów PowerXCell8i mającymi przyspieszyć działanie tradycyjnych węzłów x86 (np. BladeCenter LS21 oparte na AMD Opteron).